# Sterna virgata
La sterna di Kerguelen (Sterna virgata, Cabanis, 1875), è un uccello della sottofamiglia Sterninae nella famiglia Laridae.

## Tassonomia
Sterna virgata ha due sottospecie:
- Sterna virgata mercuri
- Sterna virgata virgata

## Distribuzione e habitat
Questa sterna nidifica unicamente sulle Isole del Principe Edoardo, sulle Crozet e sulle Kerguelen.